# Turkish Masters
Il Turkish Masters è un torneo professionistico di snooker, valido per il Ranking, che si disputa dal 2022 ad Adalia, in Turchia.

## Storia
L'11 maggio 2021 il WST annuncia l'arrivo nel circuito del Turkish Masters, dopo aver siglato un accordo quadriennale con la Turkish Billiards Federation; è in assoluto il primo torneo a disputarsi nel territorio turco, e il primo a svolgersi fuori dal Regno Unito dal Gibraltar Open 2020. Inoltre, la Turchia diventa il 23º Paese diverso ad ospitare un torneo valido per la classifica mondiale. Tuttavia, l'11 agosto 2021 il WST comunica il posticipo del torneo al marzo 2022 (oltre alle qualifiche per il torneo, da svolgersi a febbraio) a causa delle restrizioni per i viaggi in Turchia dal Regno Unito, e per via dei numerosi incendi nel territorio turco.
La prima edizione viene vinta da Judd Trump, il quale batte in finale Matthew Selt per 10-4, siglando anche il primo 147 della storia della competizione.

## Albo d'oro
| Edizione | Vincitore  | Finalista    | Risultato | Stagione  | Città        | Impianto                   | Tipologia | Note  |
| -------- | ---------- | ------------ | --------- | --------- | ------------ | -------------------------- | --------- | ----- |
| 2022     | Judd Trump | Matthew Selt | 10 - 4    | 2021-2022 | Adalia       | Nirvana Cosmopolitan Hotel | Ranking   | [ 4 ] |
| 2023     |            |              |           | 2022-2023 | da stabilire | da stabilire               | Ranking   |       |

## Statistiche

### Finalisti
| N° | Giocatore    | Vittorie | Finali perse | Totale |
| -- | ------------ | -------- | ------------ | ------ |
| 1  | Judd Trump   | 1        | 0            | 1      |
| 2  | Matthew Selt | 0        | 1            | 1      |

### Finalisti per nazione
| N° | Nazione     | Vittorie | Finali perse | Totale |
| -- | ----------- | -------- | ------------ | ------ |
| 1  | Inghilterra | 1        | 1            | 2      |

### Century break
| Edizione | Century break | Miglior break    | Century break (qualificazioni) | Miglior break (qualificazioni) |
| -------- | ------------- | ---------------- | ------------------------------ | ------------------------------ |
| 2022     | 50            | Judd Trump (147) | 32                             | Craig Steadman (145)           |

### Maximum break
| N° | Giocatore  | Avversario   | Turno  | Data          | Edizione | Note  |
| -- | ---------- | ------------ | ------ | ------------- | -------- | ----- |
| 1  | Judd Trump | Matthew Selt | Finale | 13 marzo 2022 | 2022     | [ 5 ] |

### Montepremi
| Edizione | Montepremi |
| -------- | ---------- |
| 2022     | £500000    |

### Sponsor
| Edizione | Sponsor |
| -------- | ------- |
| 2022     | Nirvana |